# Helvetier
Helvetier var en keltisk (gallisk) folkstam som bebodde Helvetia i nuvarande Schweiz och Sydtyskland. En ökande befolkning gjorde att de hade behov av mer bördig jord att odla upp. Julius Caesar skrev att Helvetierna också kände sig instängda mellan bergen och ville ut för att på så sätt starta härjningståg mot deras nya grannar. Våren år 58 f.Kr. bröt de upp, en samling som Caesar påstår var cirka 368 000 människor, för att söka sig nya bostäder västerut i Gallien. De vandrade inte i en stor massa utan var uppdelade på mindre grupper utspridda på ett stort område. De hindrades och besegrades av Julius Cæsar i slaget vid Bibracte 58 f.Kr. och tvingades att återvända till sitt land. De kom därefter tillsammans med gallerna under Roms välde vilket hade till följd att de romaniserades. Under folkvandringstiden intogs deras land av alemannerna och delvis av burgunderna och blev därigenom till största delen germaniserat, nuvarande tyska Schweiz.